# The Journal of Modern African Studies
The Journal of Modern African Studies, kurz Journal of Modern African Studies (vollständig: The Journal of Modern African Studies: a quarterly survey of politics, economics & related topics in contemporary Africa) ist eine international verbreitete, englischsprachige Zeitschrift mit akademischen Anspruch, die seit 1963 quartalsweise als Druck- und später ergänzend als Online-Erzeugnis im Verlag Cambridge University Press erscheint.
Die erste Ausgabe wurde im März 1963 veröffentlicht. Sie enthält u. a. einen Aufsatz von Julius Nyerere mit dem Titel A United States of Africa.
Die Schwerpunktlegung mit den publizierten Arbeiten erstreckt sich auf aktuelle Fragen afrikanischer Politik und umfasst dabei Aspekte aus den Themenbereichen Wirtschaft, Gesellschaft und internationalen Beziehungen. Die Redaktion achtet auf eine neutrale Position und bildet mit den ausgewählten Beiträgen auch kontroverse Themen ab, um ein tieferes Verständnis dafür zu fördern, was sich im heutigen Afrika ereignet. Es werden in jeder Ausgabe andere, aktuell erschienene Publikationen rezensiert.

## David and Helen Kimble Prize
Mit dem David and Helen Kimble Prize werden durch die Herausgeber Autoren für deren herausragende Publikationsleistung im zurückliegenden Erscheinungsjahr der Zeitschrift ausgezeichnet.